# José Ulloa Blancas
José Ulloa Blancas (Madrid, 1934) és un director de cinema i guionista espanyol.

## Biografia
S'inicia com a actor teatral en 1954 i, ja instal·lat en Barcelona, en 1958 s'introdueix al cinema com a meritori i secretari de rodatge. Va ser script en les pel·lícules ¿Pena de muerte? (1962) de Josep Maria Forn i Chica para todo (1963) de Mariano Ozores. Exerceix com a ajudant de direcció en diverses produccions com La alternativa (Jose Maria Nunes, 1962), de la qual també és coguionista. Ha estat ajudant de direcció i coguionista per a diversos directors com Ignasi F. Iquino, José María Nunes, Jesús Fernández Santos, Julio Diamante Stihl, Juan Bosch o Bigas Luna.
Ha dirigit sense acreditar diverses escenes de les pel·lícules Veinte pasos para la muerte (1970) de Manuel Esteba, Un colt por cuatro cirios (1971) d'Ignasi F. Iquino i Las amantes del diablo (1971) de José María Elorrieta.
El 1974 va dirigir la seva opera prima El refugio del miedo, drama post-apocalíptic protagonitzat per Craig Hill, Patty Shepard i Teresa Gimpera.
El 1979 va dirigir, entre Mèxic i Puerto Rico, Juventud sin freno, una pel·lícula amb el galant del cinema mexicà Jorge Rivero. A Mèxic la pel·lícula es va titular Río de la muerte.
El 1988 va dirigir pel mercat videogràfic la pel·lícula Andalucía chica protagonitzada pel cantant de copla i flamenc Antonio Molina.
Va fundar les productores i distribuïdores de vídeo Cinebase, Sesión i Ken Films Video TV amb la que va produir el 1999 la pel·lícula Terra de canons d'Antoni Ribas.
Apareix als documentals Cineastas en acción de Carlos Benpar, a Los perversos rostros de Víctor Israel de Diego López i David Pizarro i al llargmetratge El hijo del hombre perseguido por un Ovni dirigit per Juan Carlos Olaria.

## Filmografia

### Director
- El refugio del miedo (1974)
- Juventud sin freno (1979)
- La amante ingenua (1980)
- Andalucía chica (1988)

### Guionista
- La alternativa (1963) de José María Nunes
- El refugio del miedo (1974)
- Tatuatge (1978), de Bigas Luna
- La amante ingenua (1980)
- Andalucía chica (1988)

### Ajudant de direcció
- Llegar a más (1963) de Jesús Fernández Santos
- Un rincón para querernos (1964) de Ignasi F. Iquino
- Oeste Nevada Joe (1965) d'Ignasi F. Iquino
- Cinco pistolas de Texas (1966) d'Ignasi F. Iquino i Joan Xiol
- Río maldito (1966) de Joan Xiol
- El primer cuartel (1967) d'Ignasi F. Iquino
- La playa de las seducciones (1967) de José Luis Gonzalvo
- Pagó cara su muerte (1968) de León Klimovsky
- Tiempos de Chicago (1969) de Julio Diamante Stihl
- Amor a todo gas (1969) de Ramón Torrado
- El Puro se sienta, espera y dispara (1969) d’Edoardo Mulargia
- Veinte pasos para la muerte (1970) de Manuel Esteba
- La diligencia de los condenados (1970) de Juan Bosch
- Consigna: matar al comandante en jefe (1970) de José Luis Merino
- Aquel maldito día (1970) de Vasilis Georgiadis
- Los buitres cavarán tu fosa (1971) de Juan Bosch
- Un colt por cuatro cirios (1971) d'Ignasi F. Iquino
- La liga no es cosa de hombres (1972) d'Ignasi F. Iquino
- Una bala marcada (1972) de Juan Bosch
- Tu fosa será la exacta...amigo (1972) de Juan Bosch
- La caza del oro (1972) de Juan Bosch
- Los mil ojos del asesino (1973) de Juan Bosch
- Dallas (1974) de Juan Bosch
- La muerte llama a las 10 (1974) de Juan Bosch
- Memoria (1978) de Francesc Macián i Blasco

### Actor
- El hijo del hombre perseguido por un Ovni (2020) de Juan Carlos Olaria
- Adela (1987) de Carles Balagué
- El sistema de Robert Hein (1986) de Luis Aller
- ¡Viva la Pepa! (1981) de Carles Balagué

### Aparicions
- Los perversos rostros de Víctor Israel (2010) de Diego López y David Pizarro
- Por un puñado de westerns (2008) de Frank Willis
- Cineastas en acción (2005) de Carlos Benpar